# بودوئن دوم اورشلیم
بودوئن(فرانسوی: Baudouin‎; درگذشتهٔ ۲۱ اوت ۱۱۳۱ میلادی)، از ۱۱۰۰ تا ۱۱۱۸ میلادی، کنت ادسا و از ۱۱۱۸ تا هنگام مرگش پادشاه اورشلیم بود. او عموزاده‌هایشُ گدفروآ دو بویون و بودوئن یکم اورشلیم را در مسیر سفر به سرزمین مقدس هنگام نخستین جنگ صلیبی همراهی می‌کرد. هنگامی که عموزاده‌اش بودوئن یکم اورشلیم، کنت‌نشین را برای پادشاهی اورشلیم ترک کرد، او جانشینش در کنت‌نشین ادسا شد. او در جریان نبرد حران در سال ۱۱۰۴ اسیر شد. او در ابتدا بوسیلهٔ سقمان ارتقی و سپس جکرمش، اتابک موصل و سرانجام Jawali Saqawa نگهداری شد. در هنگام اسارت، تنکرد، فرمانروای صلیبی شاهزاده‌نشین انطاکیه و عموزاده‌اش، ریشار دو سالرن، ادسا را اداره می‌کردند.